# 里沃萨尔特
里沃萨尔特（法語：Rivesaltes，法語發音：[ʁivzalt] ⓘ），法国南部城市，奥克西塔尼大区东比利牛斯省的一个市镇，隶属于佩皮尼昂区，其市镇面积为28.76平方公里，2022年1月1日时人口数量为9,151人，在法国城市中排名第1,178位。
里沃萨尔特位于东比利牛斯省东北部，阿格利河右岸，是一个区域性的中心城市，A9高速公路和纳博讷－波尔沃铁路由此通过。里沃萨尔特因同名麝香葡萄及葡萄酒而闻名。法国元帅约瑟夫·霞飞出生于里沃萨尔特。

## 地名来源
根据当地官方网站的论述，“里沃萨尔特”一名来源于拉丁语“Ripis Altis”，意为“高处的河岸”，该名称可能与当地的自然地理景观有关。

## 历史

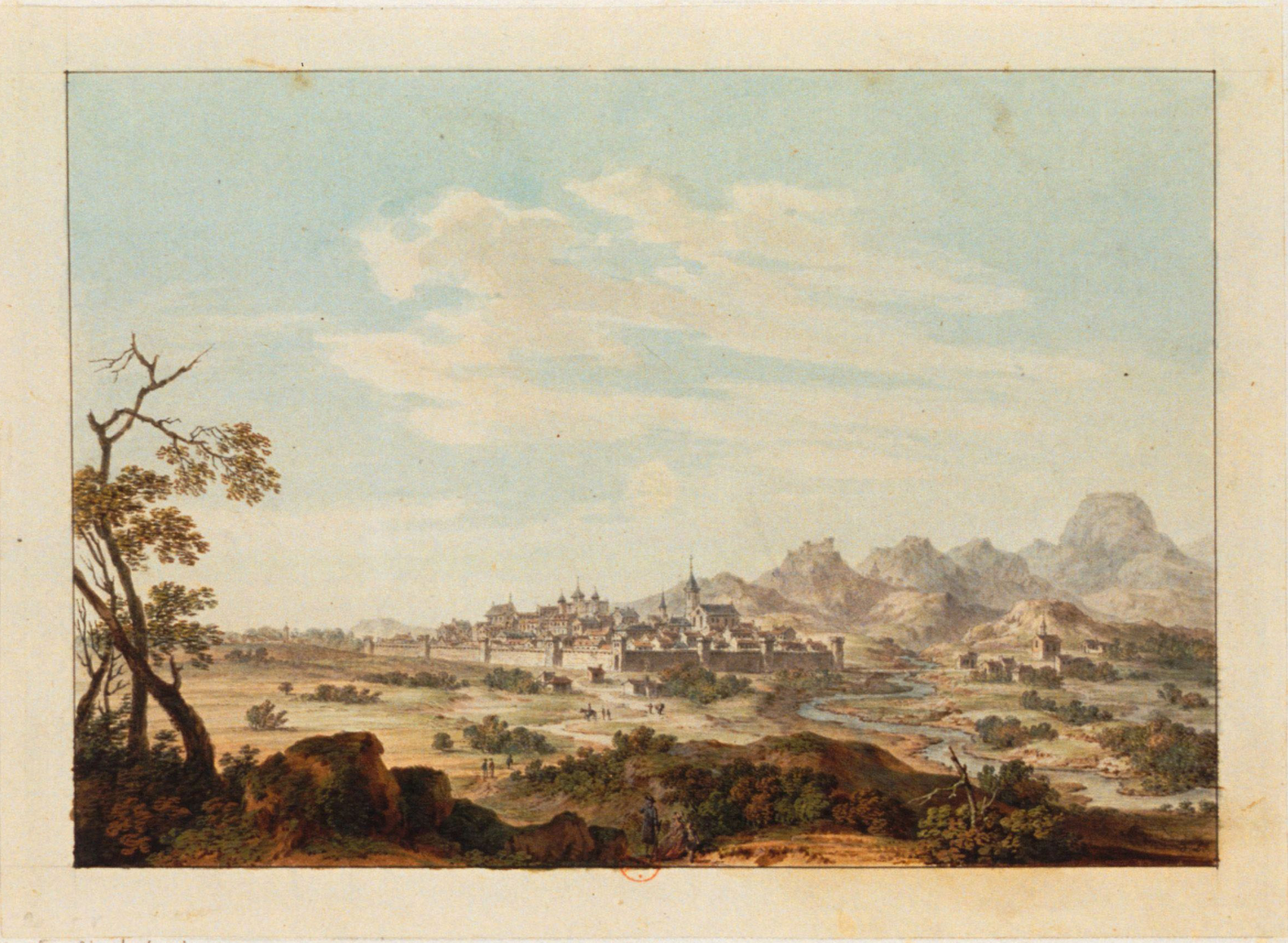
18世纪末的里沃萨尔特（绘画）

里沃萨尔特的早期历史尚不清楚，其确切的建城史始于中世纪中期，彼时该区域属于鲁西永伯国。公元923年，一名来自拉格拉斯圣玛丽修道院的道士在此修建了圣玛丽（Sainte-Marie）和圣安德烈（Saint-André）两处教堂，此后里沃萨尔特长期为该修道院的一处领地。公元12世纪，阿拉贡国王阿方索二世将里沃萨尔特改造成为一处军事城塞，以保护重镇佩皮尼昂。1659年，根据《比利牛斯条约》，鲁西永被划入法兰西王国，并成为一个行省。17世纪时，里沃萨尔特的圣玛丽教堂得到重建。法国大革命后，里沃萨尔特成为东比利牛斯省的一个市镇。西班牙内战期间，里沃萨尔特附近建成了一处军营以收纳难民，阿尔及利亚战争后又接纳了大批哈尔基和黑脚，该营地于2007年被改为军事博物馆。

## 地理

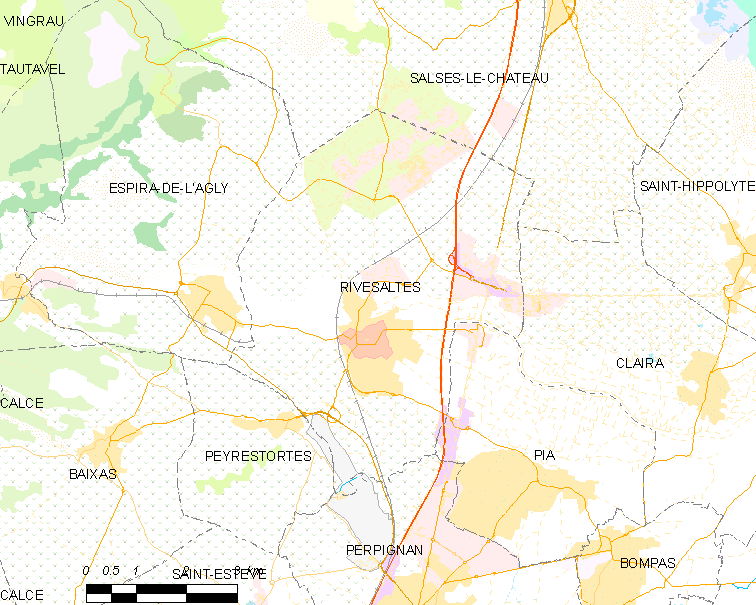
里沃萨尔特市镇范围地图

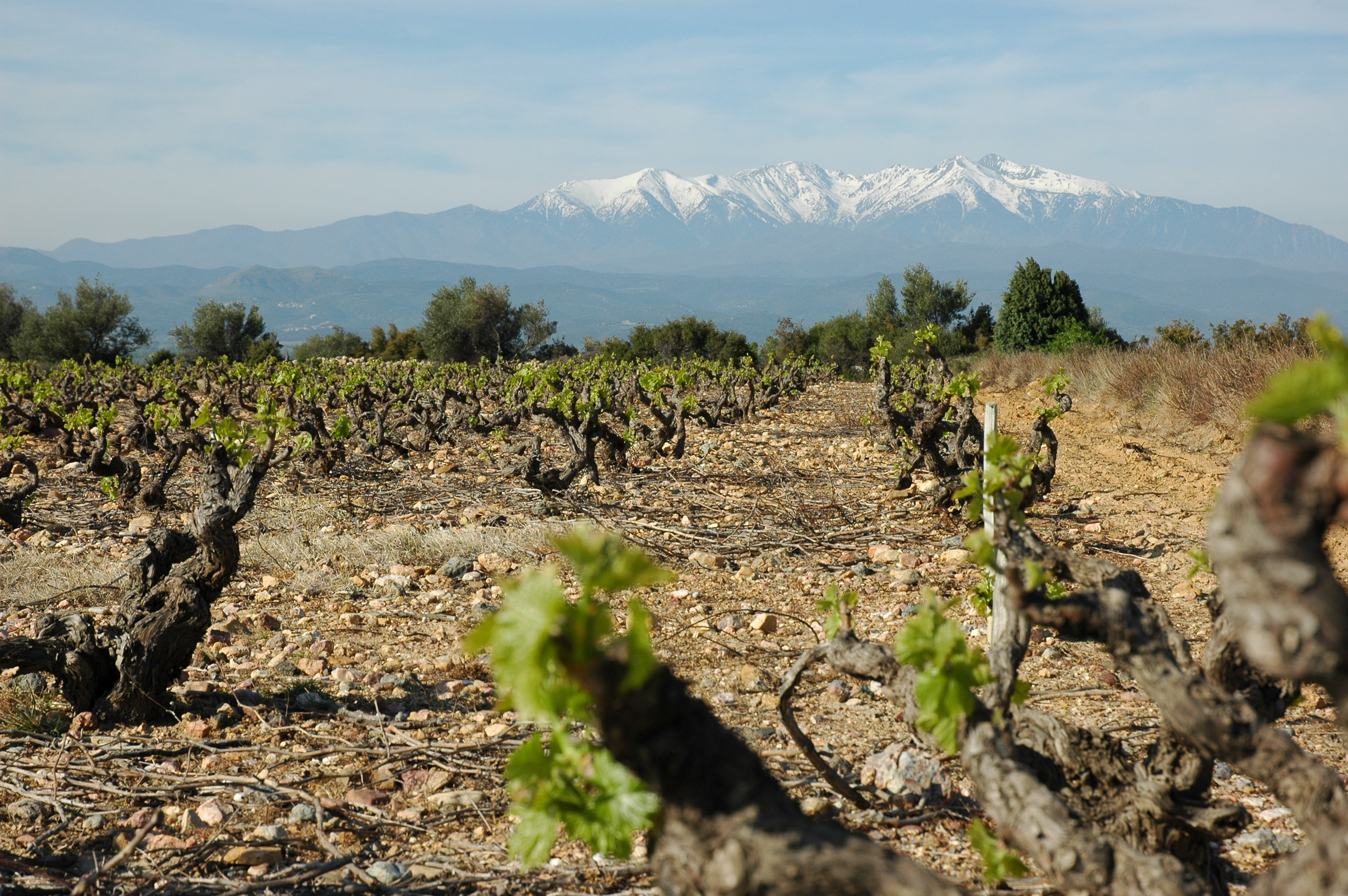
里沃萨尔特附近的葡萄酒种植园以及后方的比利牛斯山

里沃萨尔特位于法国南部，奥克西塔尼大区南部和东比利牛斯省东北部，距离省会佩皮尼昂大约11公里。与里沃萨尔特接壤的市镇包括：萨尔斯堡、克莱拉、皮亚、佩皮尼昂、佩雷斯托尔特、阿格利河畔埃斯皮拉。

### 地形
里沃萨尔特位于比利牛斯山东北部的一处山前平原地带，境内以平原和浅丘为主，市镇中心地势较为平坦，全境海拔在11到70米之间。

### 水文
阿格利河自西向东流经里沃萨尔特市区北部，该河独立注入地中海。阿格利河的右岸支流洛韦拉科雷克（Le Còrrec de la Llobera）在此与其交汇。

### 植被
里沃萨尔特属于温带阔叶混交林区，木偶公园（Parc de Guinguette）是当地主要的城市绿地，林地则多分布于河流附近等，均常年免费向公众开放。
在鲜花城市的评比中，里沃萨尔特暂未被评级。

### 气候
里沃萨尔特在柯本气候分类法中属于地中海气候。
里沃萨尔特境内设有常年气象站，以下为该气象站的数据：
| 里沃萨尔特 1981年－2019年 | 里沃萨尔特 1981年－2019年 | 里沃萨尔特 1981年－2019年 | 里沃萨尔特 1981年－2019年 | 里沃萨尔特 1981年－2019年 | 里沃萨尔特 1981年－2019年 | 里沃萨尔特 1981年－2019年 | 里沃萨尔特 1981年－2019年 | 里沃萨尔特 1981年－2019年 | 里沃萨尔特 1981年－2019年 | 里沃萨尔特 1981年－2019年 | 里沃萨尔特 1981年－2019年 | 里沃萨尔特 1981年－2019年 | 里沃萨尔特 1981年－2019年 |
| 月份                      | 1月                       | 2月                       | 3月                       | 4月                       | 5月                       | 6月                       | 7月                       | 8月                       | 9月                       | 10月                      | 11月                      | 12月                      | 全年                      |
| ------------------------- | ------------------------- | ------------------------- | ------------------------- | ------------------------- | ------------------------- | ------------------------- | ------------------------- | ------------------------- | ------------------------- | ------------------------- | ------------------------- | ------------------------- | ------------------------- |
| 历史最高温 °C（°F）       | 25 (77)                   | 27.1 (80.8)               | 28 (82)                   | 32.4 (90.3)               | 34.6 (94.3)               | 42.4 (108.3)              | 40.5 (104.9)              | 39.2 (102.6)              | 36.8 (98.2)               | 34.2 (93.6)               | 28.1 (82.6)               | 26.7 (80.1)               | 42.4 (108.3)              |
| 平均高温 °C（°F）         | 12.4 (54.3)               | 13.2 (55.8)               | 16.0 (60.8)               | 18.2 (64.8)               | 21.8 (71.2)               | 26.2 (79.2)               | 29.2 (84.6)               | 28.9 (84.0)               | 25.4 (77.7)               | 21.0 (69.8)               | 15.9 (60.6)               | 13.1 (55.6)               | 20.1 (68.2)               |
| 日均气温 °C（°F）         | 8.4 (47.1)                | 9.0 (48.2)                | 11.7 (53.1)               | 13.8 (56.8)               | 17.3 (63.1)               | 21.5 (70.7)               | 24.3 (75.7)               | 24.1 (75.4)               | 20.7 (69.3)               | 16.8 (62.2)               | 12.0 (53.6)               | 9.1 (48.4)                | 15.7 (60.3)               |
| 平均低温 °C（°F）         | 4.4 (39.9)                | 4.9 (40.8)                | 7.4 (45.3)                | 9.4 (48.9)                | 12.9 (55.2)               | 16.8 (62.2)               | 19.4 (66.9)               | 19.3 (66.7)               | 16 (61)                   | 12.6 (54.7)               | 8.1 (46.6)                | 5.1 (41.2)                | 11.4 (52.5)               |
| 历史最低温 °C（°F）       | −8.2 (17.2)               | −11 (12)                  | −5.9 (21.4)               | −1.6 (29.1)               | 2.4 (36.3)                | 7.4 (45.3)                | 10.7 (51.3)               | 9.1 (48.4)                | 5 (41)                    | 0.2 (32.4)                | −5.7 (21.7)               | −6.3 (20.7)               | −11 (12)                  |
| 平均降水量 mm（）         | 65.4 (2.57)               | 50.4 (1.98)               | 40.3 (1.59)               | 58.5 (2.30)               | 47.3 (1.86)               | 25 (1.0)                  | 12.2 (0.48)               | 25.8 (1.02)               | 38.2 (1.50)               | 75.9 (2.99)               | 59.2 (2.33)               | 59.4 (2.34)               | 557.6 (21.96)             |
| 月均日照時數              | 141.2                     | 160.8                     | 209.6                     | 218                       | 235.8                     | 268.9                     | 298.2                     | 267.4                     | 222.2                     | 167.6                     | 149.2                     | 126.1                     | 2,465                     |
| 来源：infoclimat          |                           |                           |                           |                           |                           |                           |                           |                           |                           |                           |                           |                           |                           |

## 行政区划
里沃萨尔特的市镇编号为66164，邮政编号为66600。
在行政管理方面，里沃萨尔特隶属于法国奥克西塔尼大区东比利牛斯省佩皮尼昂区；在地方选举方面，里沃萨尔特是拉瓦莱德拉格利县的中央投票站所在地，其市镇范围全境被划入东比利牛斯省第二选区；在社会管理方面，里沃萨尔特是佩皮尼昂地中海都会城市公共社区的组成部分。
法国国家统计与经济研究所（简称）在进行数据统计时，将里沃萨尔特及相邻的另外14个市镇设为佩皮尼昂城市核心区，并将包括核心区在内的周边共66个市镇划为佩皮尼昂城市区。自2020年起，佩皮尼昂城市区被包含118个市镇的佩皮尼昂城市辐射区代替。此外，还将里沃萨尔特市镇分为了4个“块区”（IRIS），以便于统计人口分布情况。

## 交通

### 公路
A9高速公路经过市区东部，通过41号出入口连接市区，此外多条东比利牛斯省省道在里沃萨尔特境内交汇。奥克西塔尼大区下属的城际客运提供巴士线路，可前往周边部分市镇。
| 41 | 4 |

| 佩皮尼昂 | 11 |

| 圣保罗德弗努耶 | 35 |

| 圣埃斯泰沃 | 9 |

2018年，73%的里沃萨尔特家庭拥有至少一辆私人汽车。2019年，里沃萨尔特境内共发生各类交通事故3起，造成6人受伤。

### 铁路

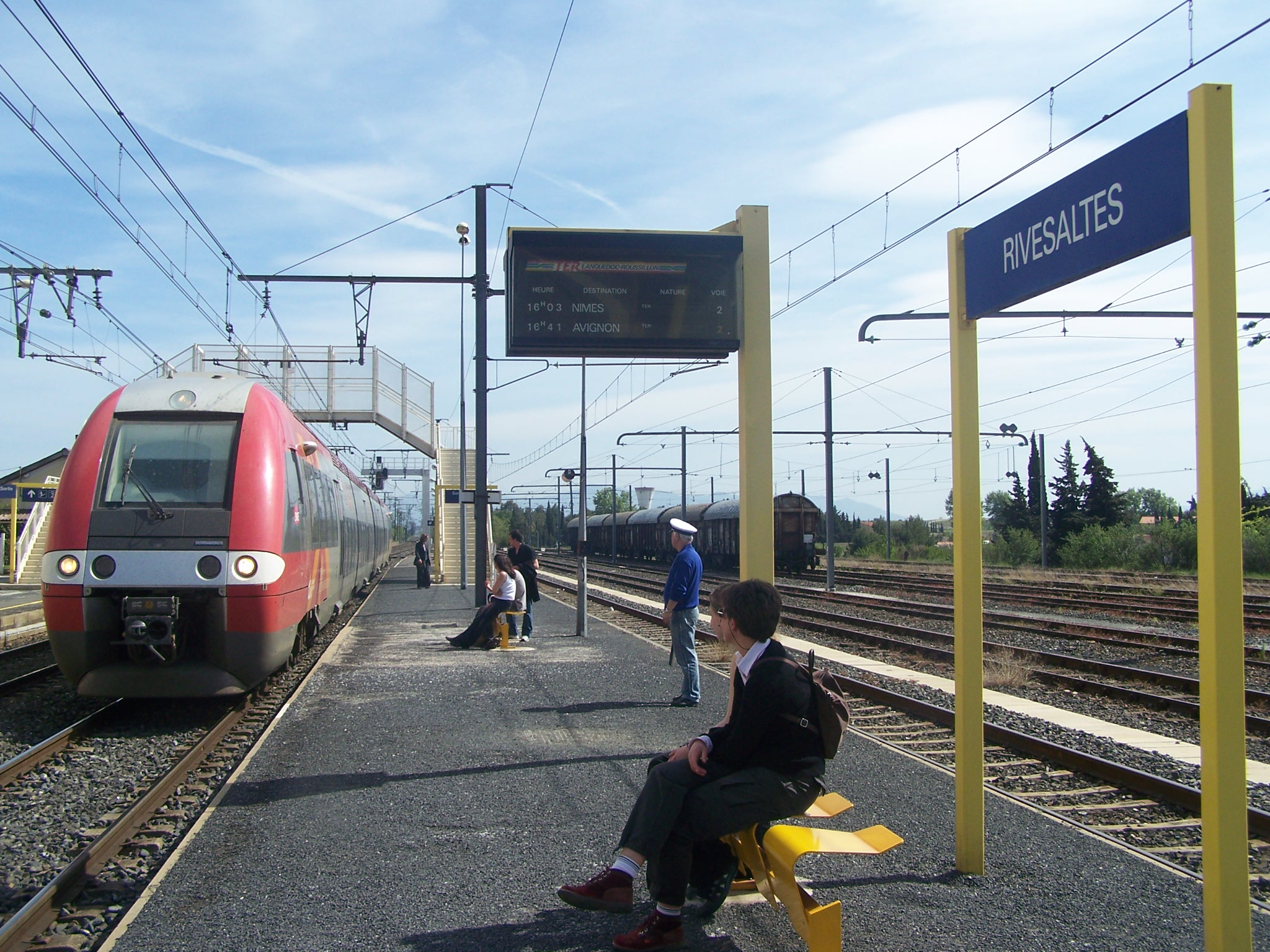
里沃萨尔特火车站的站台

里沃萨尔特位于纳博讷－波尔沃铁路上。里沃萨尔特站位于市区西部，停靠往返于阿维尼翁和佩皮尼昂一线的区域列车，部分班次可直达图卢兹、马赛及塞贝尔。

### 航空
距离里沃萨尔特最近的民用航空站为佩皮尼昂机场，距离里沃萨尔特市中心的公路里程约5公里，该机场的部分跑道位于里沃萨尔特的市镇范围内。

### 城市公共交通
里沃萨尔特是佩皮尼昂城市公共交通（商业名称为）的服务范围，后者是佩皮尼昂城市区的城市公共交通系统。截至2022年4月，该系统共包括数十条公交线路，其中公交9路、16路、19路和21路经过里沃萨尔特市区。

## 政治

### 市政内阁

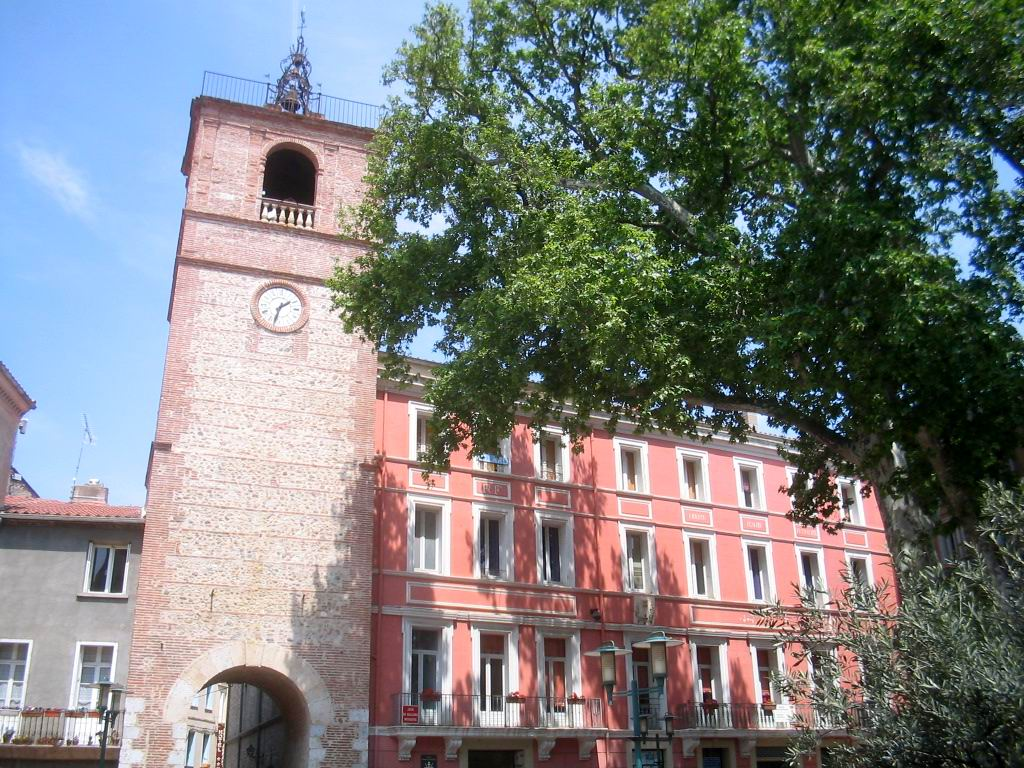
里沃萨尔特市政厅（旧址）

里沃萨尔特的现任市长为安德烈·巴斯库先生，他是共和党的一名成员，在2020年的市政选举中获得了46.59%的支持率。
| 里沃萨尔特历届市长 | 里沃萨尔特历届市长         | 里沃萨尔特历届市长                         |
| 任期               | 市长                       | 党派                                       |
| ------------------ | -------------------------- | ------------------------------------------ |
| 1944年－1971年     | Jean JACQUET 让·雅凯       | SFIO工人国际法国支部 →PS社会党             |
| 1971年－1983年     | Émile PARÈS 埃米尔·帕雷斯  | DVD右翼无党派人士 →UDF法国民主联盟         |
| 1983年－           | André BASCOU 安德烈·巴斯库 | RPR保衛共和聯盟 →UMP人民运动联盟 →LR共和黨 |

### 各级选举
| 里沃萨尔特历届投票选举结果 | 里沃萨尔特历届投票选举结果 | 里沃萨尔特历届投票选举结果 | 里沃萨尔特历届投票选举结果  | 里沃萨尔特历届投票选举结果 | 里沃萨尔特历届投票选举结果 | 里沃萨尔特历届投票选举结果 | 里沃萨尔特历届投票选举结果 | 里沃萨尔特历届投票选举结果 | 里沃萨尔特历届投票选举结果 |
| 选举项目                   | 选举范围                   | 选区单位                   | 选举结果                    | 选举结果                   | 选举结果                   | 选举结果                   | 选举结果                   | 选举结果                   | 参考资料                   |
| 选举项目                   | 选举范围                   | 选区单位                   | 第一轮胜出者                | 第一轮胜出者               | 支持率                     | 第二轮胜出者               | 第二轮胜出者               | 支持率                     | 参考资料                   |
| -------------------------- | -------------------------- | -------------------------- | --------------------------- | -------------------------- | -------------------------- | -------------------------- | -------------------------- | -------------------------- | -------------------------- |
| 2017年法國總統選舉         | 法國                       | 市镇                       |                             | 玛丽娜·勒庞                | 28.94%                     |                            | 埃马纽埃尔·马克龙          | 54.85%                     | [ 19 ]                     |
| 2017年法国立法选举         | 东比利牛斯省第二选区       | 市镇                       |                             | 克里斯蒂娜·埃斯佩尔        | 30.52%                     |                            | 克里斯蒂娜·埃斯佩尔        | 54.53%                     | [ 19 ]                     |
| 2019年欧洲议会选举         | 法國                       | 市镇                       |                             | 若尔丹·巴尔代拉            | 32.52%                     | （不适用）                 | （不适用）                 | （不适用）                 | [ 21 ]                     |
| 2021年法国省级选举         |                            | 县                         |                             | 洛拉·伯兹 夏尔·基维洛      | 37.65%                     |                            | 洛拉·伯兹 夏尔·基维洛      | 56.18%                     | [ 22 ]                     |
| 2021年法国省级选举         | 市镇                       |                            | 阿涅丝·巴什莱 吉勒·福克索内 | 38.46%                     |                            | 洛拉·伯兹 夏尔·基维洛      | 50.95%                     |                            | [ 22 ]                     |
| 2021年法国大区选举         | 奧克西塔尼大區             | 市镇                       |                             | 卡萝尔·德尔加              | 34.79%                     |                            | 卡萝尔·德尔加              | 50.44%                     | [ 23 ]                     |
| 2022年法国总统选举         | 法國                       | 市镇                       |                             | 玛丽娜·勒庞                | 32.92%                     |                            | 玛丽娜·勒庞                | 57.16%                     | [ 19 ]                     |
| 2022年法国立法选举         | 东比利牛斯省第二选区       | 市镇                       |                             | 阿娜伊丝·萨巴蒂尼          | 30.73%                     |                            | 阿娜伊丝·萨巴蒂尼          | 57.68%                     | [ 19 ]                     |

## 人口
2018年，里沃萨尔特市镇人口数量为8,756，在法国排名第1,178位。其中男性4,166人，女性4,590人，75岁及以上人口占9.9%，外籍人口数量为1,989人，人口密度为304人/平方公里，当地居民被称为（男性）或（女性）。2019年，里沃萨尔特境内出生81人，死亡人口80人。
| 里沃萨尔特1901年－2019年人口变化情况 |
|                                      |
| 数据来源：Cassini、INSEE             |

## 经济
里沃萨尔特是一个区域性的中心城市。截止2022年4月，里沃萨尔特市镇范围内共有各类用人单位（包含自雇）1,836家，平均历史为16年，其中98.6%为中小型企业（PME）。（企业咨询）、（商业贸易）及（饮品销售）是当地2020年营业额最高的三个企业，分别为30,213,110欧元、29,339,339欧元和23,763,607欧元。

## 财政与居民收入
2020年，里沃萨尔特的财政收入总额为10,639,800欧元，财政支出总额为10,039,000欧元，当年的债务总额为6,397,100欧元。2021年，里沃萨尔特共获得692,175欧元的国家财政补助，比上一年减少了2.32%。
2019年，里沃萨尔特的人均月收入总额为1,921欧元，其中高级职员为3,161欧元，低于法国平均水平（4,230欧元）；中级职员为2,177欧元，低于法国平均水平（2,411欧元）；普通职员为1,708欧元，亦低于法国平均水平（1,740欧元）。
2018年，里沃萨尔特境内的青壮年（15至64岁）失业率为17%，当地40.1%的家庭拥有纳税资格，平均纳税2,242欧元，低于法国平均水平（3,910欧元）。

## 社会事务

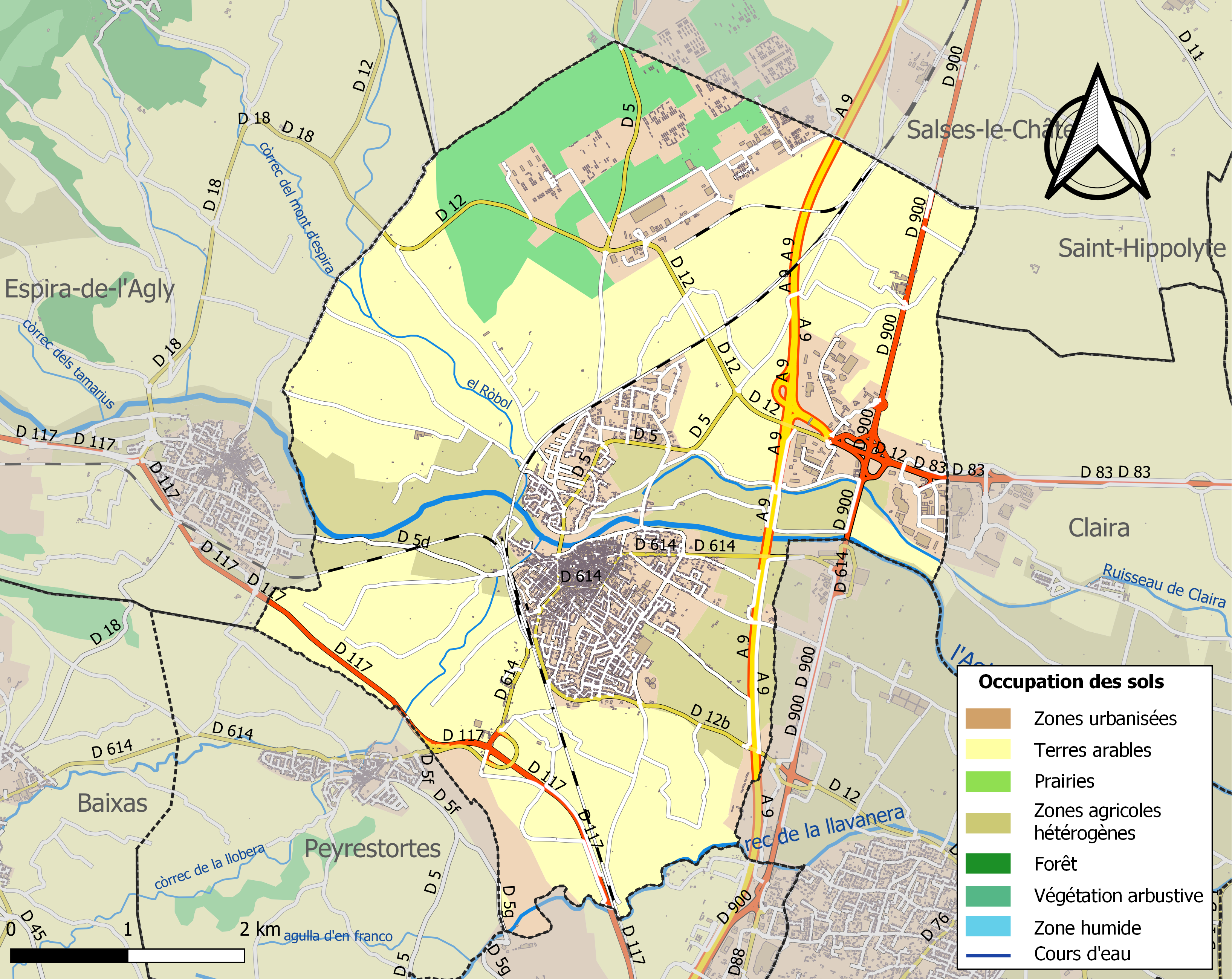
里沃萨尔特土地利用情况地图

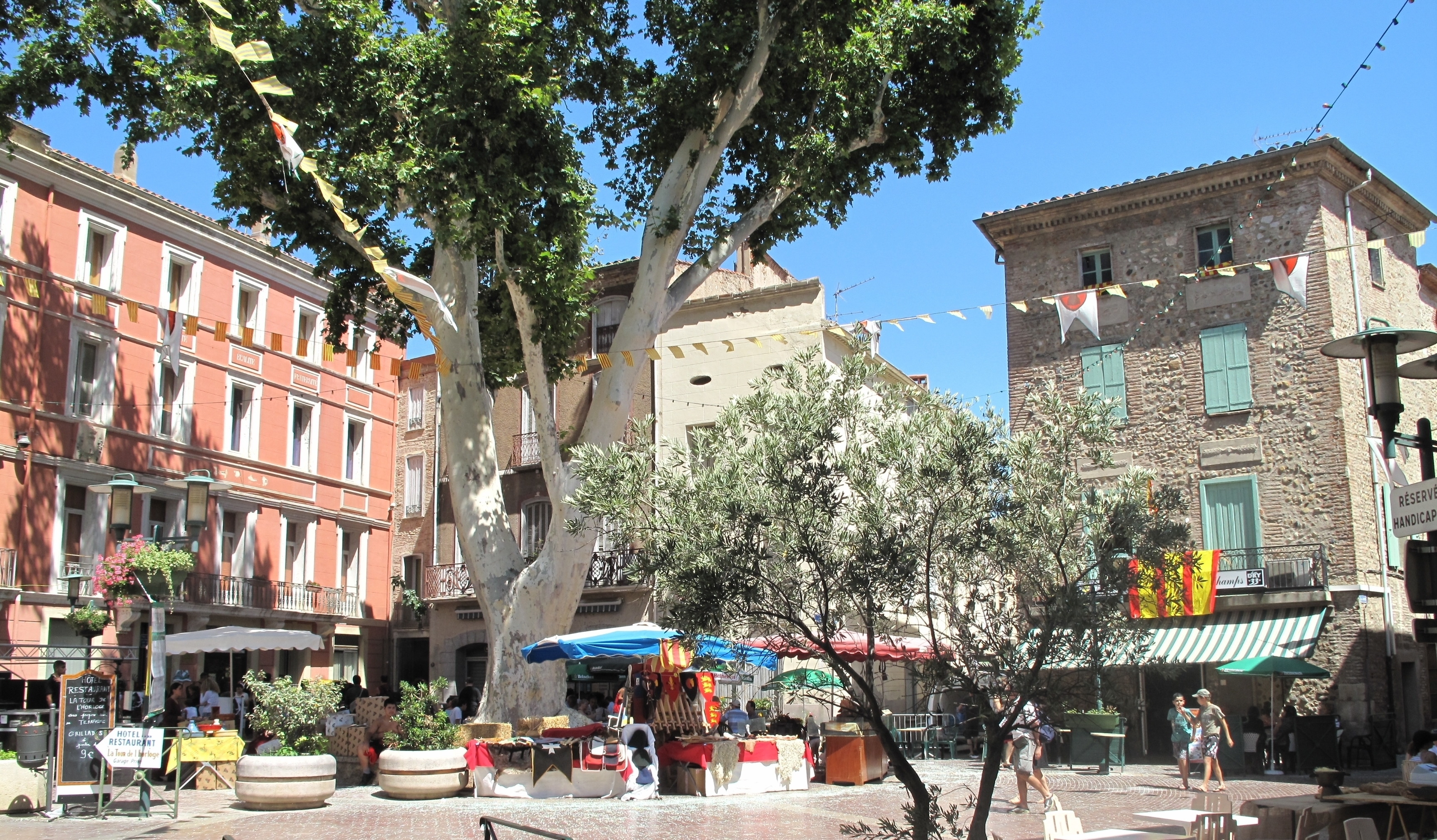
里沃萨尔特镇中心的一处广场

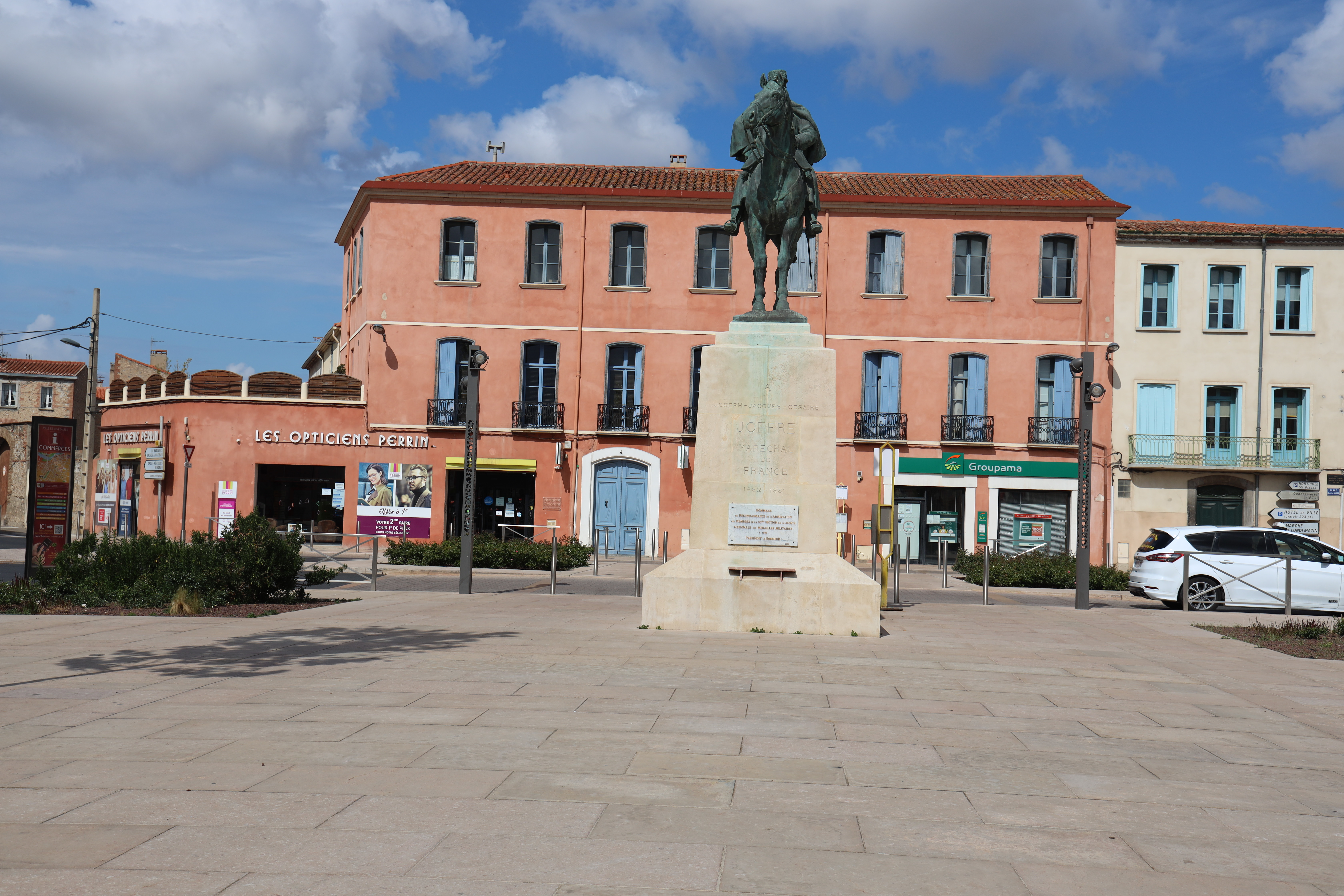
里沃萨尔特镇中心的霞飞雕像

### 教育
里沃萨尔特属于蒙彼利埃学区。截止2020年1月1日，里沃萨尔特境内共有2所幼儿园、2所小学、1所初级中学、1所农业高中和1所职业高中。2018至2019学年度，里沃萨尔特境内共有在校中等教育阶段学生908名。

### 医疗
截止2020年1月1日，里沃萨尔特境内共有全科医生5名、保健师26名、牙医5名、护士26名、耳科医生1名和眼科医生8名。境内共有药房3家、养老院1家、残疾人帮扶中心1家。
距离里沃萨尔特最近的区域性医疗机构为佩皮尼昂中心医院，其主病区位于佩皮尼昂市区北部，距离里沃萨尔特市区的正常车程约10分钟，该院设有床位863个，是这一区域规模最大的公立综合性医院

### 住房
2018年，里沃萨尔特境内共有各类住房4,620套，其中67.1%为独立式居民区，32.5%为集中式居民区。常住房屋占里沃萨尔特市镇范围内居民建筑总量的86.8%。
在住房保障政策方面，2020年，里沃萨尔特境内共有1,125户家庭获得了住房经济补助，受益人数占总人口数量的12.8%，其中1,067份为房租补助。

### 商业
2019年，里沃萨尔特境内共有各类实体商铺344家，其中餐厅41家、大型超市4家、杂货店3家、面包房8家、肉铺3家、书店4家、装饰品店1家、银行门店6家、美容美发店24家、汽车维修店25家。市区东部的高速公路口附近建有大型开放式商业街区，有Lidl、迪卡侬、家乐福、Leroy Merlin等大型购物超市。

### 体育
2020年，里沃萨尔特境内共有1家游泳池、1间体育馆、1座综合体育场、4处网球场、1处马术场、1处足球或橄榄球场以及1处篮球或排球场。
截至2022年4月，里沃萨尔特奥林匹克体育俱乐部（Stade Olympique Rivesaltais，编号509657）是当地唯一的注册足球俱乐部，其主队2021至2022赛季参加奥克西塔尼大区足球联赛丙组（法国第八级别），其主场弗朗索瓦·代尔康球场（Stade François Delcamp）位于市区东部。

### 环境
里沃萨尔特的环境事务由其所属的佩皮尼昂地中海都会城市公共社区负责。2019年，里沃萨尔特境内暂无污染企业。

### 治安
2019年，里沃萨尔特市镇范围内有1处宪兵队。
里沃萨尔特所在地是同名宪兵队（zone gendarmerie de Rivesaltes）的管辖范围。2020年，该宪兵队辖区内共40个市镇累计发生各类案件4,368起，其中盗窃类案件2,532起，经济类案件563起，毒品交易类案件147起。

## 文化
2020年，里沃萨尔特境内共有1家电影院和1家博物馆。里沃萨尔特市政府提供多媒体中心，每周一、二、三、五、六向公众开放。

### 建筑
里沃萨尔特境内有多处历史建筑，其中圣安德烈教堂、里沃萨尔特军营}等是法国国家文物保护单位。

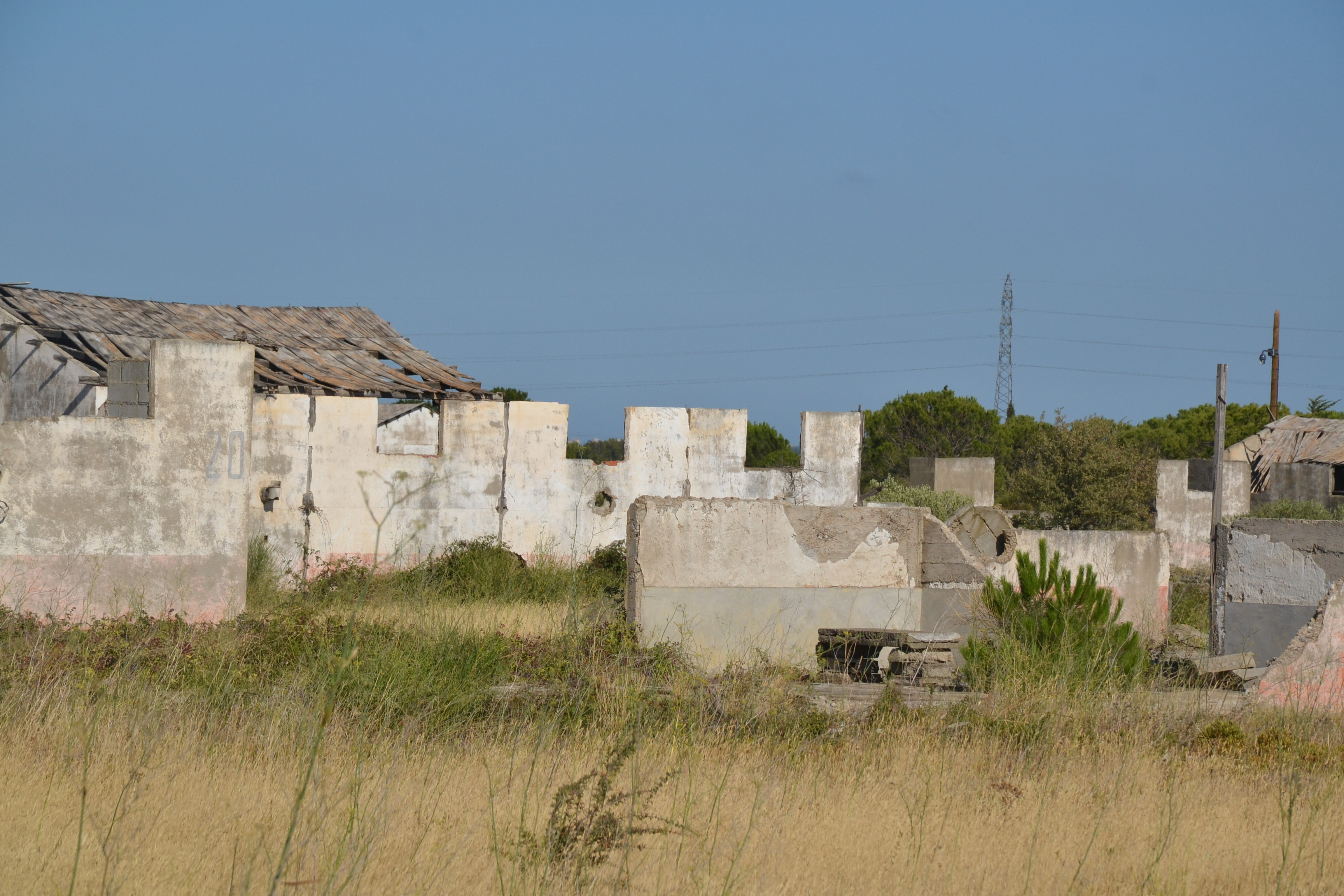
军营
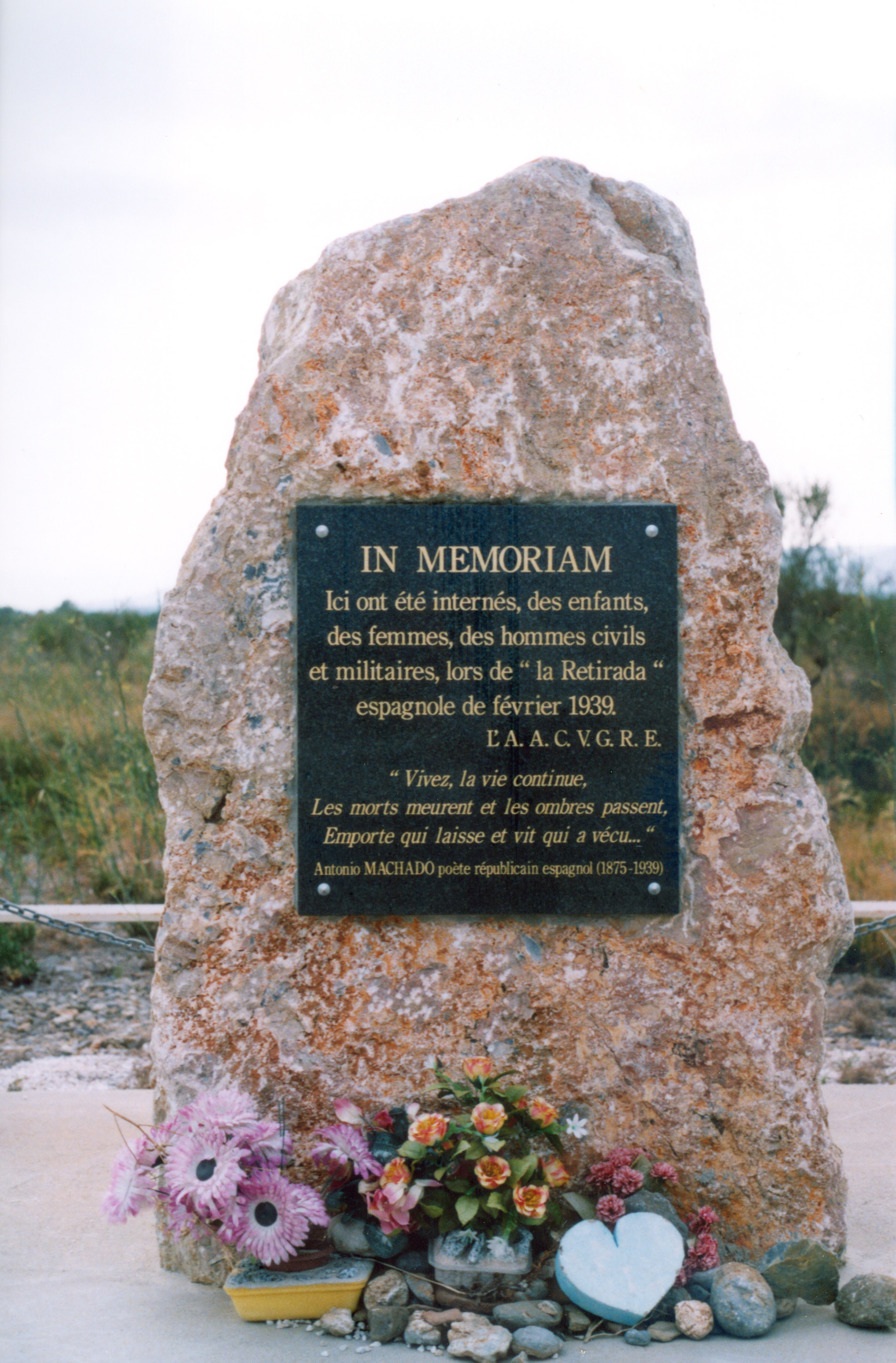
纪念碑
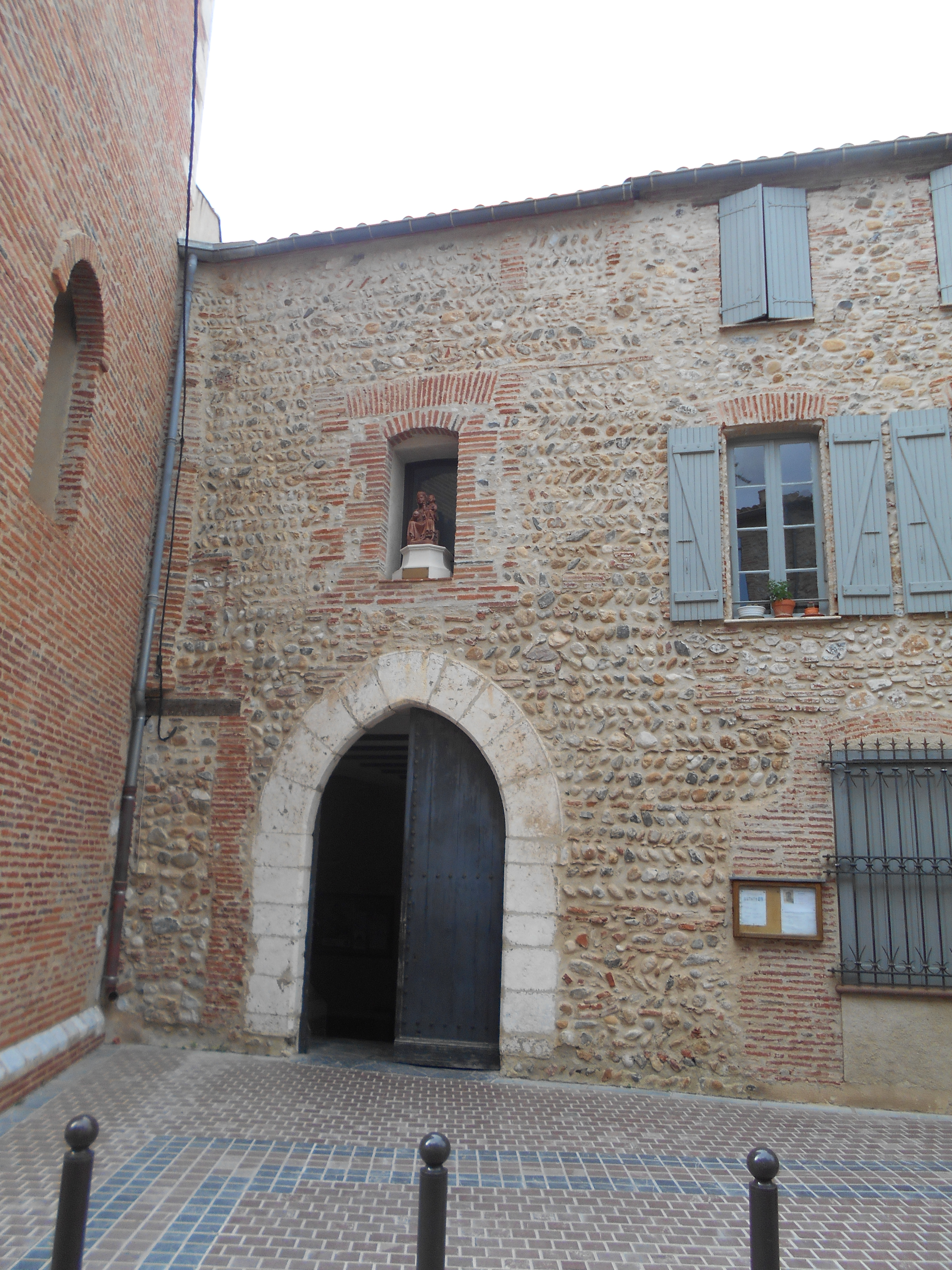
圣安德烈教堂（法语：Église Saint-André de Rivesaltes）
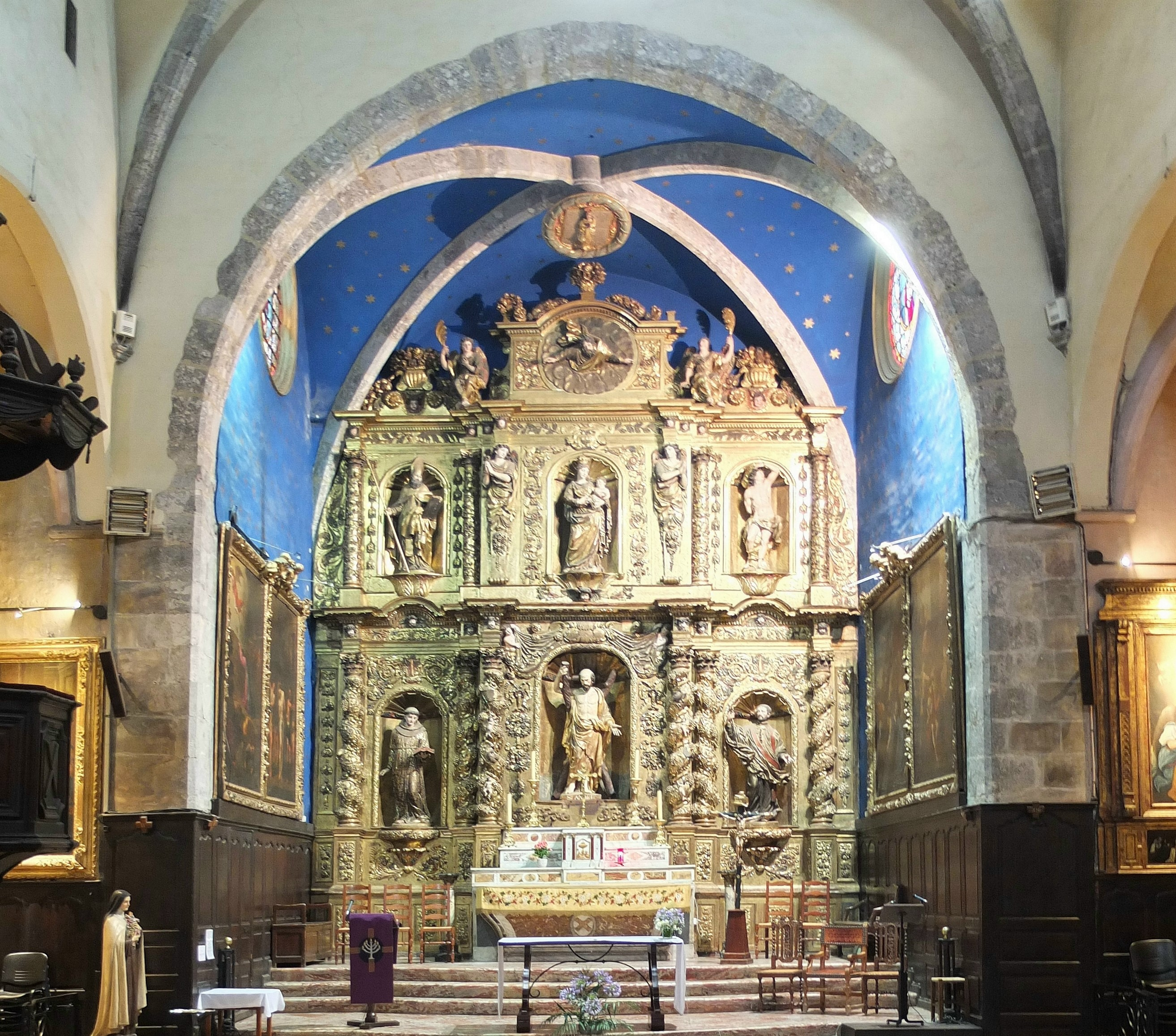
教堂大厅
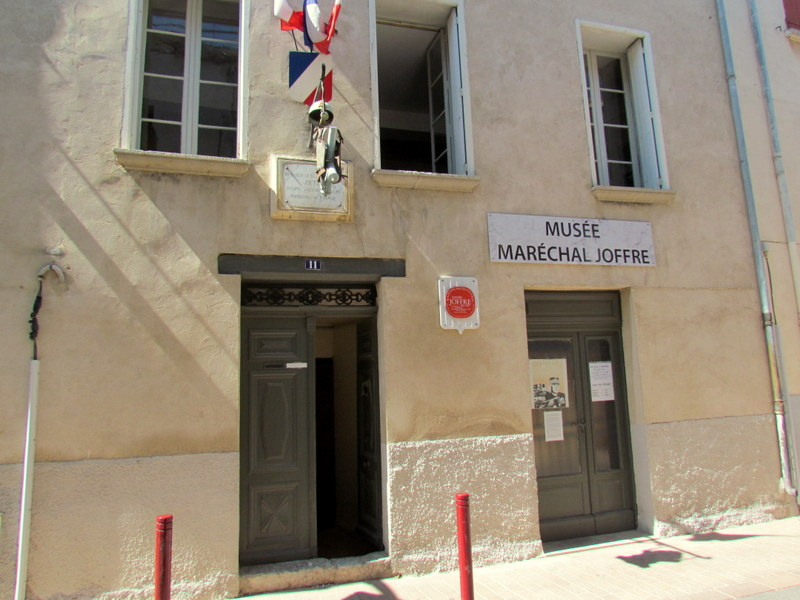
霞飞元帅旧居（法语：Maison natale du maréchal Joffre）
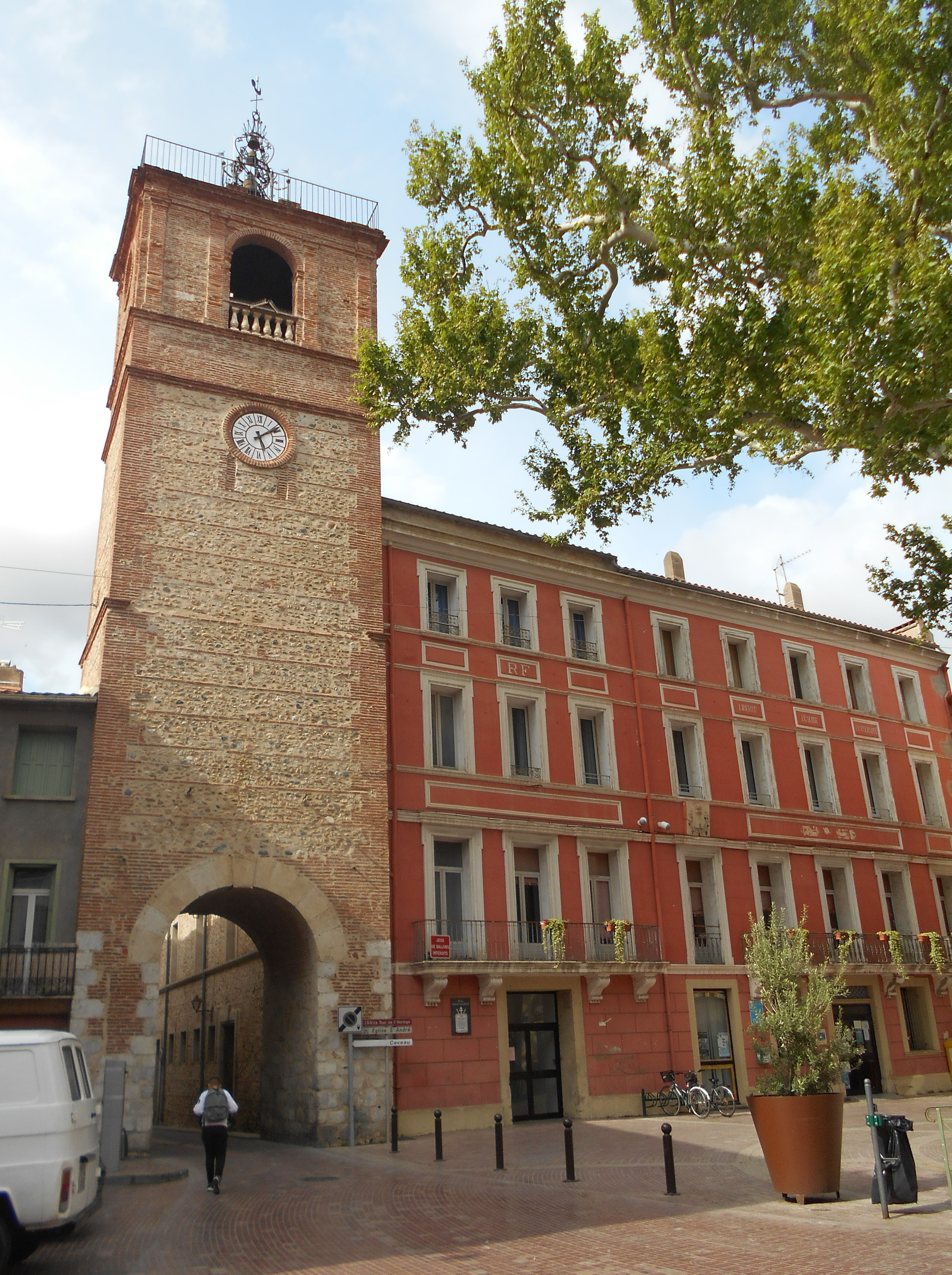
钟楼
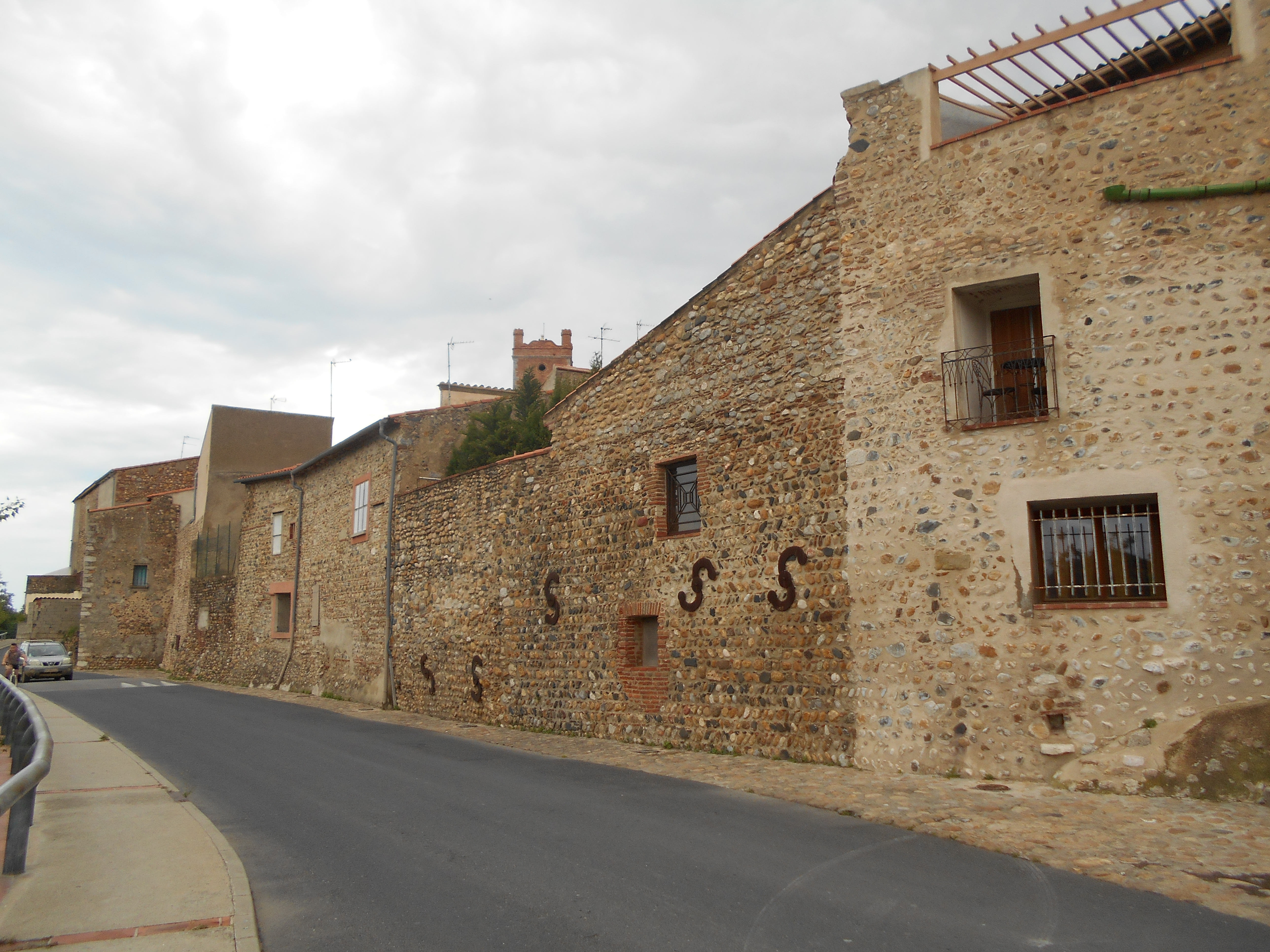
城墙

### 旅游
里沃萨尔特的旅游事务由其所属的佩皮尼昂地中海都会城市公共社区负责。2021年，里沃萨尔特境内共有9家酒店共计474间房间；另有1个露营地，可容纳共60辆露营车。

### 媒体
法国主要的媒体均可在里沃萨尔特接收，法国电视三台下属的奥克西塔尼大区频道在部分时段播出里沃萨尔特所属区域的地方新闻。蓝色法兰西鲁西永广播、滨海广播、《东比利牛斯独立报》、《自由南法》等是当地主要的地方性媒体。

## 相关人物
法国元帅约瑟夫·霞飞出生于里沃萨尔特，其故居已被开辟为博物馆，并被列入法国国家文物保护单位。

## 友好城市
截至2022年4月，里沃萨尔特共与一座城市互为友好城市关系：
- 英格兰 克利瑟罗